# Lia Valerio
Lia Rebecca Valerio (Portogruaro, 27 novembre 1987) è un'ex cestista e allenatrice di pallacanestro italiana.
Ala di 181 cm, ha giocato in A1 con Venezia e Ragusa.

## Carriera

### Nei club
È cresciuta nella Reyer Venezia, con cui ha esordito in Serie A1 il 19 ottobre 2003, in Umana Venezia-Energia Caserta 73-56. In totale, ha disputato 17 gare con 22 punti nella massima serie, tutti con la maglia delle venete.
Nel 2006-07 è passata alla Sernavimar Marghera, in Serie A2. Lia Rebecca Valerio è titolare e con la società veneta ha la possibilità di disputare i play-off contro la Meccanica Nova Bologna. A fine stagione, ha segnato 285 punti in 31 gare ufficiali.
Nel 2007-08 viene acquistata dal Basket Alcamo, con cui riesce a salvarsi ai play-out contro il Kocca Napoli. Ancora titolare, la Valerio disputa tutte e 33 gare stagioni, con 302 punti. Nel 2008-09 si salva ancora ai play-out con il Basket Alcamo. Dopo una stagione tra Pomezia e Cagliari, nel 2010-11 ritorna a Venezia.
Passa in seguito a Ragusa. Nella stagione 2012-13 con la Virtus Eirene Ragusa ha ottenuto la promozione in Serie A1 ed è arrivata in finale della Coppa Italia di categoria.
Nella stagione 2015-16 vince la Coppa Italia con la Virtus Eirene Ragusa.

### In Nazionale
Lia Valerio ha preso parte al Campionato europeo cadette nel 2003 (torneo di qualificazione e challenge) e agli Europei Under-20 nel 2006 e nel 2007 con la Nazionale italiana.

### Allenatrice
Nel 2022-'23 e nel 2023-'24 è nello staff tecnico della Virtus Kleb Ragusa, come assistente allenatrice. Nel 2024-'25 subentra insieme a Massimo Di Gregorio sulla panchina della prima squadra, in Serie B, dopo le dimissioni di coach Gianni Recupido giunte dopo la 9ª giornata.

## Statistiche

### Presenze e punti nei club
Statistiche aggiornate al 30 giugno 2014
| Stagione        | Squadra                         | Competizione | Partite | Partite | Partite | Statistiche tiro | Statistiche tiro | Statistiche tiro | Altre statistiche | Altre statistiche | Altre statistiche | Altre statistiche | Altre statistiche |
| Stagione        | Squadra                         | Competizione | Pres.   | Titol.  | Minuti  | Tiri da 2        | Tiri da 3        | Liberi           | Rimb.             | Assist            | Rubate            | Stopp.            | Punti             |
| --------------- | ------------------------------- | ------------ | ------- | ------- | ------- | ---------------- | ---------------- | ---------------- | ----------------- | ----------------- | ----------------- | ----------------- | ----------------- |
| 2003-2004       | Umana Venezia                   | Serie A1     | 1       | 0       | 2       | 0                | 0                | 0                | 0                 | 0                 | 0                 | 0                 | 0                 |
| 2004-2005       | Umana Venezia                   | Serie A1     | 5       | 0       | 23      | 1/1              | 0                | 6/8              | 7                 | 0                 | 4                 | 0                 | 8                 |
| 2005-2006       | Umana Venezia                   | Serie A1     | 11      | 0       | 82      | 6/12             | 0/4              | 2/5              | 20                | 2                 | 10                | 2                 | 14                |
| 2006-2007       | Sernavimar Marghera             | Serie A2     | 33      | 22      | 899     | 87/207           | 20/94            | 71/102           | 102               | 21                | 74                | 30                | 303               |
| 2007-2008       | Gea Magazzini Alcamo            | Serie A2     | 33      | 27      | 1111    | 94/252           | 16/73            | 59/89            | 221               | 41                | 64                | 22                | 302               |
| 2008-2009       | Gea Magazzini Alcamo            | Serie A2     | 32      | 32      | 1105    | 83/204           | 23/77            | 67/95            | 191               | 28                | 95                | 43                | 302               |
| '09-gen. '10    | RomaSistemi So.Se.Pharm Pomezia | Serie A2     | 13      | 11      | 424     | 20/71            | 2/10             | 18/29            | 87                | 3                 | 23                | 8                 | 64                |
| gen. '10-'10    | CUS Cagliari                    | Serie A2     | 13      | 9       | 467     | 23/80            | 4/16             | 23/30            | 73                | 24                | 33                | 22                | 81                |
| 2010-2011       | Umana Venezia                   | Serie A1     | 24      | 2       | 328     | 10/22            | 8/33             | 7/11             | 25                | 13                | 22                | 1                 | 51                |
| 2011-2012       | Passalacqua Spedizioni Ragusa   | Serie A2     | 28      | 26      | 766     | 30/82            | 14/57            | 14/25            | 114               | 13                | 55                | 14                | 116               |
| 2012-2013       | Passalacqua Spedizioni Ragusa   | Serie A2     | 26      | 2       | 569     | 25/62            | 7/24             | 15/21            | 98                | 14                | 24                | 9                 | 86                |
| 2013-2014       | Passalacqua Ragusa              | Serie A1     | 33      | 1       | 605     | 20/52            | 14/43            | 6/8              | 90                | 14                | 33                | 6                 | 88                |
| Totale carriera |                                 |              |         |         |         |                  |                  |                  |                   |                   |                   |                   |                   |

## Palmarès
- Campionato italiano di Serie A2: 1
Virtus Eirene Ragusa: 2012-13
- Coppa Italia: 1
Virtus Eirene Ragusa: 2016